# Influenceur web
Un influenceur ou une influenceuse, dans la culture numérique et plus particulièrement d'internet et des plateformes de contenu et de réseaux sociaux, est une personne qui, par son statut, sa position ou son exposition médiatique, s'estime capable d'agir comme relais d'opinion influençant les habitudes de consommation parfois dans un but de manipulation à visée mercatique,.
Dans ce dernier cas, l'influenceur est sollicité par une ou plusieurs marques, les entreprises ou autres entités pour faire passer des messages à sa communauté d’abonnés, de suiveurs (en anglais : followers) et d'approbateurs (en anglais : likers), ceci dans le cadre d’actions publicitaires plus ou moins clairement annoncées par l'influenceur. L'influenceur travaille surtout sur les réseaux sociaux ; il influence (d'où son nom) son public via ses comptes Facebook, Instagram, TikTok ou encore sa chaîne YouTube. L’influenceur, qui se présente souvent comme « créateur de contenu multimédia » se met en scène pour promouvoir des produits, lieux, biens ou services ; il décrit, écrit et partage son quotidien avec sa communauté via différents supports : articles de blog, publications Instagram, vidéos YouTube, stories ou encore vidéos ou photos Snapchat. Il se fait intermédiaire entre les entreprises et leurs potentiels clients.

## Définition et cadre juridique
Selon le dictionnaire Larousse, un influenceur est une « personne qui, par sa position sociale, sa notoriété ou son exposition médiatique, a un grand pouvoir d’influence sur l’opinion publique, voire sur les décideurs ».

### Cadre juridique en France
Selon l'article 1er de la loi française du 9 juin 2023 : « Les personnes physiques ou morales qui, à titre onéreux, mobilisent leur notoriété auprès de leur audience pour communiquer au public, par voie électronique, des contenus visant à faire la promotion, directement ou indirectement, de biens, de services ou d'une cause quelconque exercent l'activité d'influence commerciale par voie électronique. »
En France, les pouvoirs publics ont souhaité remédier aux principaux problèmes de la profession (manque de transparence sur la publicité, manque d'organisation de la profession, pratiques douteuses concernant notamment la chirurgie esthétique) grâce à une proposition de loi examinée au parlement en 2023,. Ainsi une proposition de loi transpartisane portée par le député Renaissance Stéphane Vojetta et le député socialiste Arthur Delaporte a été adoptée à l'unanimité en première lecture à l'Assemblée nationale fin mars 2023.
Définitivement adoptée, la loi française no 2023-451 du 9 juin 2023 « vise à encadrer l'influence commerciale et à lutter contre les dérives des influenceurs sur les réseaux sociaux ». Elle est modifiée par une ordonnance du 6 novembre 2024, afin d'harmoniser certaines dispositions avec les directives européenne sur le commerce en ligne.

## Histoire
Enzo D'Armenio (2021), dans un Essais critiques sur les dispositifs médiatiques contemporains défend l'hypothèse que l'avènement des réseaux sociaux en ligne a fait émerger une nouvelle économie de la connaissance et de valeurs, fondée sur l'influence par les pairs et l’appréciation collective. Les influenceurs en sont des « figures médiatrices inédites », médiateurs entre l'entreprise et la communauté de l'influenceur.
Vanessa Bouchara et Adèle Maier (avocates au Barreau de Paris) notent (en 2022) que « les influenceurs ont pris la place des médias auprès d'une grande partie du public » ; suivis par des milliers à parfois plusieurs millions d'abonnés « pour qui ils sont devenus une source de divertissement et d'information et, surtout, auprès de la communauté desquels ils exercent une véritable influence. Leurs opinions et publications sur les réseaux sociaux ont un impact considérable auprès du public ». Ceci confère aux influenceurs des devoirs et responsabilités particulières, auxquelles ils ont rarement été préparés, dont en termes de fiscalité et de respect des lois sur la publicité.

### Blogueur
Avec le développement d'internet, apparaît le blog, parfois appelé cybercarnet ou bloc-notes. C'est un type de site web – ou une partie d'un site web – utilisé pour la publication périodique et régulière d'articles personnels, généralement succincts, rendant compte d'une actualité autour d'un sujet donné ou d'une profession. À la manière d'un journal intime, ces articles ou « billets » sont typiquement datés, signés et se succèdent dans un ordre antéchronologique, c'est-à-dire du plus récent au plus ancien.
Au printemps 2011, on[style à revoir] dénombrait au moins 156 millions de blogs et pas moins d'un million de nouveaux articles de blog publiés chaque jour[source insuffisante].
Un blogueur a le loisir de mélanger textes, hypertextes et éléments multimédias (image, son, vidéo, applet) dans ses billets ; il peut aussi répondre aux questions des éventuels lecteurs-souscriveurs (littéralement, « écrivant dessous »), car chaque visiteur d'un blog peut laisser des commentaires sur le blog lui-même, ou bien contacter le blogueur par courrier électronique.

### Réseaux sociaux
La société Facebook et les fabricants de téléphones portables s'accordent pour développer le réseau social sur téléphone portable, avant l'arrivée d'Internet sur les smartphones. Avec l'essor des téléphones portables de type smartphone, les sociétés de réseaux sociaux deviennent omniprésentes, créant la place pour des influenceurs numériques.

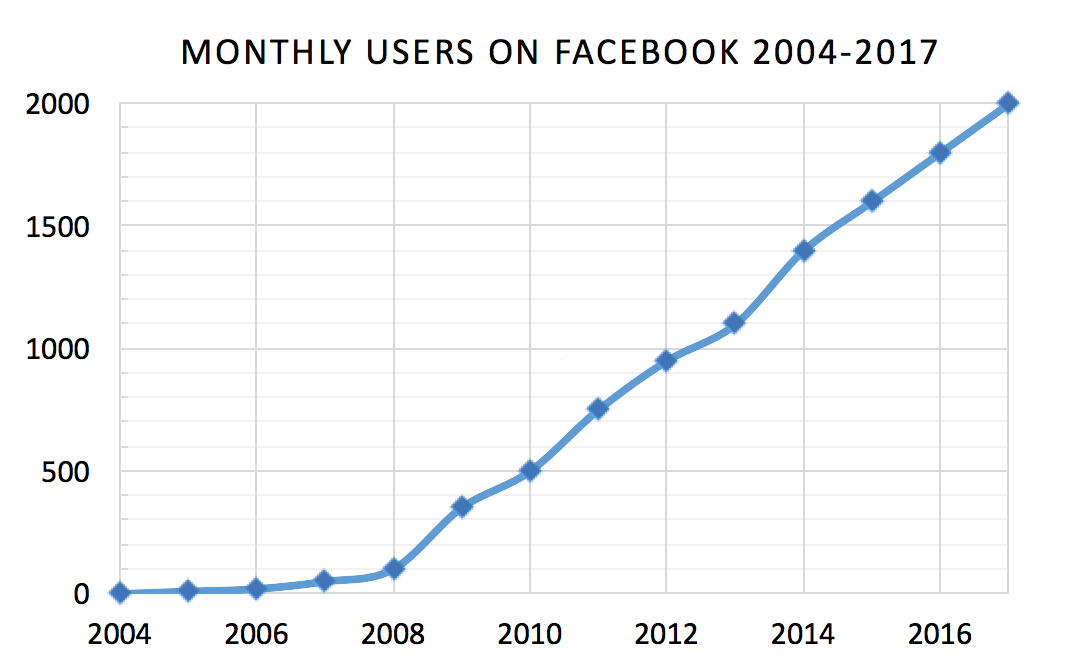
Popularité de Facebook. Le nombre d'utilisateurs actifs a augmenté d'un million en 2004 à plus de 750 millions en 2011.
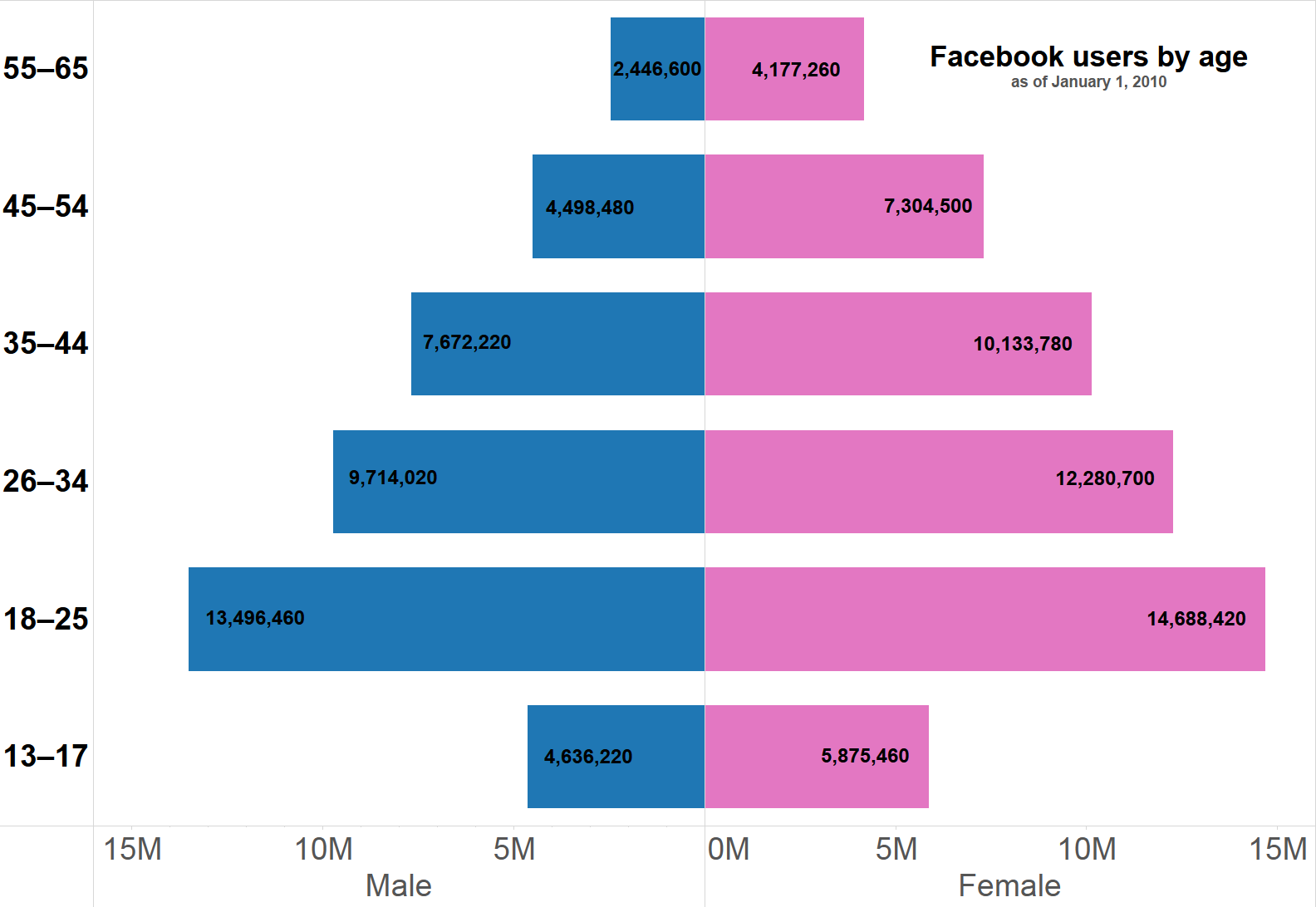
Pyramide des âges des utilisateurs de Facebook au 1er janvier 2010[16].

### De blogueur influent à influenceur
Apparu en 2006, l'émergence de blogueur influent n'a pas de définition précise, l'importance d'une audience étant souvent très relative. Un contributeur se voit parfois considéré comme « influenceur » sur Snapchat ou Instagram à partir de 1 000 abonnés ; mais il faut, au moins, 20 000 abonnés pour commencer à obtenir un peu de revenu et 50 000 pour réellement commencer à gagner l'équivalent d'un salaire d'approximativement 2 000 euros par mois ou quelques centaines d'euros par publication. Avec un million d'abonnés, une unique publication Instagram peut se monnayer 12 000 euros. Le concept a pourtant eu son importance, les agences publicitaires tentant de dénicher les blogueurs les plus influents afin de leur proposer d'écrire des articles sponsorisés. Ce phénomène a conduit à l'apparition des premiers blogueurs professionnels. L'Obs précise qu'« une influence […] se mesure par le « taux d'engagement », un ratio entre le nombre d'abonnés et les interactions générées par les likes et les partages » ; le nombre d'abonnés n'est donc pas l'unique critère, le « bon influenceur [est] plutôt celui qui sera capable de mobiliser sa communauté », mais également celui qui amène un contenu pertinent.
En 2006, le journal Le Monde publie une liste des quinze blogueurs leaders d'opinion sur la toile parmi lesquels Maître Eolas, Loïc Le Meur, Laurent Gloaguen, Tristan Nitot et Étienne Chouard.
Avec le déclin relatif des blogues au profit des réseaux sociaux, le titre de blogueur s'est généralisé sous le vocable « influenceur », ou relais d'opinion ; cette tendance apparait au milieu des années 2010.
En 2019, Emery Doligé sort un livre sur le sujet : T'ar ta gueule à la récré (Confessions d'un influenceur), aux éditions Mareuil,.
Une influenceuse virtuelle française, en 3D, est dotée d'un compte sur Instagram depuis le printemps 2021.

### Influenceurs et intelligence artificielle
Dans une société de l'information qui, selon Venkatesh Shankar, évolue vers une société de plus en plus pilotée par des algorithmes, depuis le milieu des années 2010 environ, le monde du marketing de l'influence (puis de la publicité en ligne) qui utilise les influenceurs ont beaucoup et rapidement évolué,, au point de faire craindre à certains des évolutions dystopiques.
Les acteurs de la publicité et plus largement du « marché de l'influence » des consommateurs (estimé en 2022 à 15 milliards de dollars) sont de plus en plus assisté par l'IA (Intelligence artificielle), et certains cherchent à tirer encore davantage parti de l'IA.
Sean Sands, Colin L. Campbell et ses collègues, en juin 2022, ont publié une étude sur la manière dont les consommateurs réagissent aux stratégies d'influence pilotées par l'IA, comparativement à leurs réactions face aux influenceurs humains (dans le contexte d'Instagram). Ils ne trouvent « aucune différence en termes d'intention de suivre ou de personnalisation. Cela suggère que les consommateurs sont également ouverts à suivre un influenceur IA ou humain, et ils perçoivent le niveau de personnalisation fourni par l'un ou l'autre type d'influenceur comme similaire ». Les auteurs concluent qu'« il existe des similitudes et des différences dans la manière dont les consommateurs perçoivent l'IA et les influenceurs humains (…) à certains égards, l'influence par IA peut être aussi efficace que celle d'un influenceur humain » et notent qu'il peut exister « un effet d'entraînement des expériences des consommateurs avec d'autres systèmes de recommandation d'IA, ce qui signifie que les consommateurs sont ouverts aux recommandations d'influenceurs d'IA ». Dans le contexte d'Instagram, ces chercheurs ont « trouvé des preuves cohérentes que les IA influenceuses sont [en 2022] moins fiables que les influenceurs traditionnels », ces derniers étant donc, à ce jour (2022), plus susceptibles de susciter l'empathie et la propagation de messages par le « bouche à oreille »). Les auteur notent que l'absence d'une agence d'influence a un effet néfaste sur les résultats et ils invitent donc les marques à ne pas se précipiter pour remplacer les influenceurs humains par leurs homologues de l'IA, tout en expliquant que des études plus larges sont nécessaire pour étudier le sujet sur d'autres plateformes de médias sociaux et pour une variété de types de produit promus.
En 2021 deux universitaire américaines spécialisées dans le marketing d'influence (Veronica L. Thomas et Kendra Fowler) ont publié un article sur l'utilisation d'IA influenceuses comme nouvelles alternatives non humaines aux célébrités traditionnelles promouvant des marques. Selon ces chercheuses, de telles entités virtuelles, encore émergentes, peuvent concurrencer les influenceurs humains en termes de capacité de fascination, et de nombre de followers.
Parmi les premiers influenceurs véritablement numériques et humanoïde figurent par exemple (en 2023) Lil Miquela (générée à partir de 2016 sur les réseaux sociaux), FN Meka (robot rappeur créé par Vydia) ; Kizuna Ai (première YouTubeuse virtuelle, crée en 2016) ou Yatterman. L'un des premiers a été Hatsune Miku (crée en 2007 par Yamaha Co. pour représenter commercialement la marque Vocaloid.
En 2023, Sam Altman (PDG et cofondateur avec Elon Musk d’OpenAI qui a développé le logiciel créatif Dall-E et l'agent conversationnel ChatGPT) a confirmé aussi travailler sur la génération de contenus vidéo entièrement créativement générée par IA. Il a aussi confirmé qu'en raison des risques d'usages malveillants, d'utilisation pour la triche scolaire et étudiante, de deepfake, etc. les nouvelles versions de ChatGPt sont mises en attente ; mieux vaut, selon lui, « décevoir les gens » en les faisant attendre, puis en publier « en toute sécurité et de manière responsable » une version améliorée.
« Ces nouveaux endosseurs s'appuient sur l'intelligence artificielle (IA) pour interagir avec les consommateurs et les influencer. Deux études démontrent que les influenceurs de l'IA peuvent produire des avantages positifs pour la marque similaires à ceux produits par les endosseurs de célébrités humaines ». Selon Thomas et Fowler, à l'image de leurs homologues humains, ces IA influenceuses peuvent cependant aussi commettre des erreurs ou des « transgressions » risquant de dégrader l'image de la marque qu'elles sont censées promouvoir ; une étude pilote a montré que les consommateurs sont actuellement moins susceptibles de les considérer comme des entités uniques et crédibles (ils seraient « plus susceptibles de percevoir une transgression commise par un influenceur IA comme un comportement applicable à tous les influenceurs IA, mais ils sont moins susceptibles de considérer les comportements des endosseurs de célébrités comme interchangeables). Ainsi, après qu'un influenceur IA ait commis une transgression, le remplacement de cet influenceur IA par un endosseur de célébrité atténuerait les perceptions négatives de la marque, un effet qui ne pourrait pas advenir si qui ne peut être réalisé si le remplaçant est un autre influenceur IA. »
van Doorn et al. en 2017, puis Novak et Hoffman en 2019, Schweitzer et al. en 2019 ; Steinhoff et al. en 2019, pressentent, puis montrent, que les concepteurs d'agents conversationnels dits « intelligents » cherchent, comme pour certains robots, à les humaniser et à donner l'impression qu'elles ont une vie sentiente et une identité personnelle. Ils le font d'abord en leur donnant une prénom, une voix, un ton chaleureux, puis éventuellement en leur donnant une caractéristique plus humanoïde (attitudes et visage capables de communication non verbale grâce aux traits mobiles simulant une grande variété d'expressions), afin d'encourager l'utilisateur à converser et tisser des liens (confiance) avec ces agents, selon Bianca Kronemann & al. (2023).
L'intelligence artificielle (IA) mise au service de l'influence, peut en outre désormais s'anthropomorphiser et personnaliser ses messages (des logiciels permettent en outre aujourd'hui de potentiellement générer n'importe quel type de voix et tons, dans un grand nombre de langues, y compris en imitant la voix de personnes décédées si l'on dispose d'enregistrements).
La littérature récente du Marketing suppose puis montre que l'IA, quand elle imite l'humain, en simulant certaines de ses caractéristiques, motivations, d'intentions ou émotions, peut fortement influencer les attitudes des consommateurs, ; elle peut notamment simuler et susciter l'empathie, et alors encourager la divulgation d'informations privées voire intimes, en particulier de la part de personnes vulnérables, y compris via un simple agent conversationnel ou un assistant personnel intelligent.
Ces faits, et les progrès d'agents conversationnels tels que ChatGPT, suscitent de fortes préoccupations en matière d'éthique, de risque de manipulation des consciences, et de protection de la confidentialité. En 2020, F. Thomaz & al. publient dans le Journal of the Academy of Marketing Science, un article de 20 pages intitulé Apprendre du dark web : tirer parti des agents conversationnels à l'ère de l'hyper-confidentialité pour améliorer le marketing.
Une étude de janvier 2023, titrée Comment l'IA incite les consommateurs à partager leurs secrets ? Le rôle de l'anthropomorphisme, de la personnalisation et des préoccupations relatives à la vie privée et des pistes de recherche future, s'est appuyée sur deux concepts : le paradoxe de la personnalisation-confidentialité (PPP) et la théorie du calcul de la confidentialité (PCT).
Dans un premier cas réel, une IA joue un rôle d'influenceur humain en étant dotée dotée d'une interface qui est un visage numérique. Ce visage simule encore mal, les expressions du visage humain, ce qui suscite un malaise et une mise à distance socio-psychologique, modulant négativement les perceptions de cette IA par les consommateurs ; mais l'IA peut, en principe et presque en temps réel, apprendre de ses succès et de ses erreur, ainsi que du Big data, et s'auto-reconfigurer. Plusieurs études suggèrent que l'anthropomorphisme peut contribuer améliorer les niveaux d'engagement, de collaboration et d'interaction de l'utilisateur humain, dont celles de Steinhoff & al. (en 2018) et de Yang et al. (2022).

### Un mouvement de défiance
Lancé par Booba, un mouvement de défiance envers les « influvoleurs » prend naissance à la mi-2022. Il dénonce particulièrement les activités de drop shipping et cible la société de Magali Berdah, Shauna Events.
En janvier 2023, pour la première fois en France, des influenceurs vont être poursuivis pour « escroquerie en bande organisée ». D'après une enquête de la DGCCRF, 60 % des influenceurs ciblés par la DGCCRF sont en anomalie. Les secteurs concernés sont la promotion trompeuse de cosmétiques, de régimes minceurs, de compléments alimentaires, les services de trading et de paris en ligne. Les anomalies concernent la tromperie sur les propriétés des produits vendus, la promotion de produits ou services risqués voire de la promotion non autorisée pour le CPF ou les services d'injection à visée esthétique par des non professionnels. Shauna Events est elle-même touchée avec l'ouverture d'une enquête le 6 septembre 2022 pour « pratique commerciale trompeuse » concernant des activités de dropshipping des influenceurs coachés par l'agence,,.
En parallèle, à partir de l'hiver 2022-2023 se développe une tendance qui se nomme elle-même « désinfluence », critique vis-à-vis de certains achats dispendieux de produits à la mode dont l'utilité s'avère bien moindre qu'espéré. Elle est très souvent portée par des gens déçus personnellement par les conséquences de l'influence web et ayant dépensé des sommes importantes pour des produits ne leur apportant pas la satisfaction attendue et constitue une marque de défiance vis-à-vis de la personne ayant promu des produits, soit parce qu'elle l'a fait avec des intentions déguisées, créant chez ses anciens soutiens un sentiment de trahison, soit parce que ses activités d'influenceur lui ont permis d'accéder à un niveau de vie déconnecté de celui de son public.

## Micro-influenceur
Un micro-influenceur dispose de quelques milliers d'abonnées sur ses 2 000 à moins de 100 000. Cette tendance de niche apparait et se voit exploiter par les entreprises vers les années 2018, puis explose durant le confinement. Il se distingue car « son audience est extrêmement qualifiée », fidèle, avec un excellent « taux d'engagement » et d'interaction ; également, il possède une expertise dans un domaine précis, ainsi qu'un niveau d'éthique élevé. Mais le micro-influenceur n'est souvent payé qu'en cadeaux par les marques, ou avec de faibles rémunérations.

### Nano-influenceurs
Le terme nano-influenceur — bien que l'existence même de cette classification ne soit pas obligatoirement pertinente — désigne un influenceur qui compte relativement peu de followers par rapport aux célébrités des médias sociaux. Dans le cadre d'une typologie des influenceurs, un nano-influenceur est un influenceur à l'audience limitée. Le plus communément, il reste considéré qu'un nano-influenceur bénéficie de moins de 10 000 abonnés ou followers (parfois mille) sans forcément mettre une limite inférieure à ce nombre. Certaines agences recrutent dès 800 abonnés pour autant que le taux d'engagement soit bon. Dans la « hiérarchie » des influenceurs, il se situe donc théoriquement sous le micro-influenceur. Entre les influenceurs ayant un nombre important d'abonnés et ces « micros » ou « nanos », la catégorie de « middle » est utilisée pour classifier ceux ayant entre 100 000 et 200 000 followers.

## Méthode et supports
Les blogueurs et autres influenceurs créent du contenu, éventuellement multimédia (écrit, visuel, musical) en déclinant (instinctivement ou non) les règles de l’« écriture persuasive » et du « copywriting », puis ils partagent ces contenus (en direct parfois) via différents supports. Depuis le milieu et fin des années 2010 ces supports se sont diversifiés, même si Instagram et YouTube restent dominants, Twitch et TikTok rencontrant plutôt l'adhésion des plus jeunes. Quand leur objectif est commercial ils peuvent aussi intégrer, détourner ou adapter au Net et à leur communauté diverses autres techniques de vente.

### WordPress

Logo de WordPress.

WordPress est un CMS (Content Management System) qui est un système de gestion des contenus d'un site web, créé en 2003 par la société Automattic. Il permet de construire des blogues, des sites vitrines, ou encore des boutiques de vente en ligne. C'est le CMS le plus utilisé au monde.

### Facebook

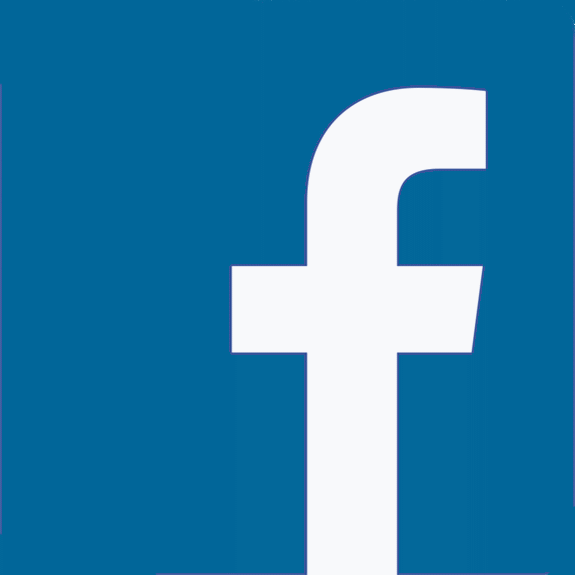
Logo de Facebook.

Facebook est un réseau social en ligne créé en 2004 par Mark Zuckerberg. Ses utilisateurs peuvent s'y créer un profil et publier des images, des vidéos, des photos, des documents, et échanger des messages. Ils peuvent aussi utiliser une variété d'applications. Lancé le 4 février 2004, il est aujourd'hui le troisième site le plus visité du monde après Google et YouTube. Les blogueurs utilisent beaucoup Facebook pour se créer une plus grande communauté et interagir avec cette dernière.

### YouTube
YouTube est un site sur lequel les utilisateurs peuvent publier des vidéos, en évaluer, en regarder, en partager. Créé en février 2005 par Steve Chen, Chad Hurley et Jawed Karim, ce site d'hébergement de vidéos est apprécié de blogueurs qui ont pu y devenir des YouTubeurs (ou vlogueurs) y réalisant et publiant régulièrement du contenu.

### Instagram

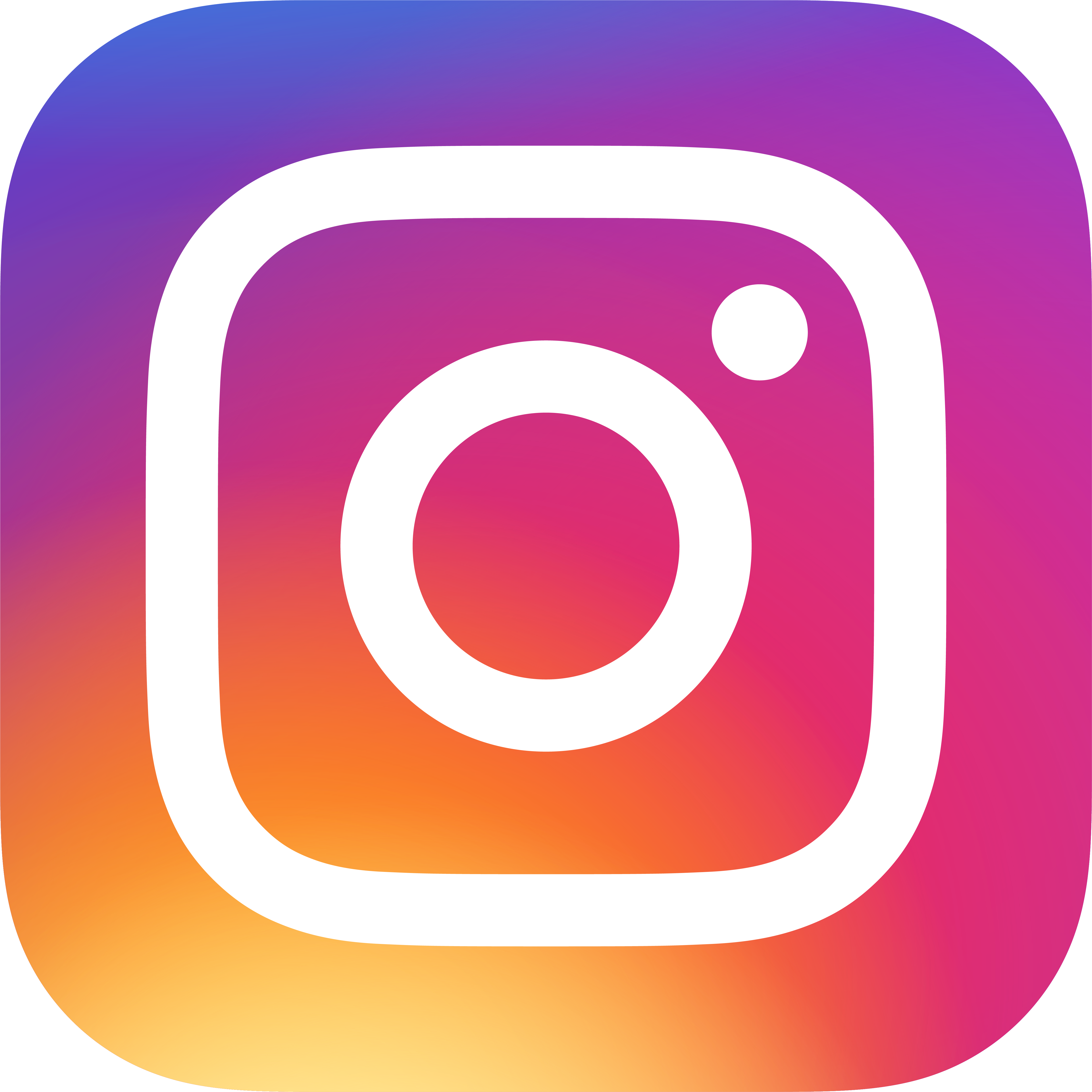
Logo d'Instagram.

Instagram est une application lancée en 2010 par Kevin Systrom et le Brésilien Michel Mike Krieger. C'est un service de partage de photos et de vidéos, disponible sur tablettes et smartphones. Instagram permet aux blogueurs influents de visuellement partager leur aventures quotidiennes avec leur communauté. Cette application est reconnue comme un puissant outil d'influence, car environ la moitié de ses utilisateurs y suivraient une ou plusieurs de leurs marques préférées[réf. souhaitée]. Selon une étude (2019) d'« Influencer Marketing Hub », Instagram est alors le réseau social le plus influent, devant Facebook et YouTube. Sur Instagram, des entreprises peuvent cibler précisément leur audience en fonction du message qu'elles souhaitent véhiculer. En s'alliant à des influenceurs elles peuvent toucher une communauté plus large, avoir une relation plus directe avec les consommateurs dans leur vie de tous les jours, augmenter leur notoriété et accroître leur chiffre d'affaires,.

### Snapchat
Snapchat est une application gratuite de partage de photos, créée par des étudiants de l'université Stanford en 2011. Généralement, la visualisation des photos y est limitée en terme de durée (elles ne restent visibles qu'entre une à dix secondes à l'origine) et les photos ne sont visibles qu'une seule fois, ce qui est à l'origine la particularité de Snapchat. Ces durées de visionnage sont ensuite rallongées et peut atteindre les 24h. C'est un autre lieu et levier de communication pour des blogueurs influents qui augmentent là leur visibilité et leur public.

### TikTok

Logo de TikTok.

TikTok (anciennement musical.ly) est une application mobile créée en 2016 par Alex Zhu and Luyu Yangn. Elle permet de faire des vidéos animées normales ou rapides, en synchronisation labiale ou non, accompagnées d'extraits de musique de 15 secondes. Cette application est principalement utilisée par les influenceurs pour faire du placement de produits dans ces vidéos.

### LinkedIn
LinkedIn, un réseau social professionnel fondé en 2002, est devenu un espace clé pour les influenceurs web, surtout dans les domaines du B2B, du développement personnel, et de la sensibilisation à des causes variées. Connu pour son audience de professionnels et sa portée organique significative (985 millions d'abonnés en 2023, LinkedIn permet aux influenceurs de partager des contenus textuels riches et engagés, favorisant les discussions et l'établissement de leur expertise. Les influenceurs sur LinkedIn utilisent des techniques spécifiques, telles que la publication régulière, l'interaction avec leur communauté, la création de newsletter et l'utilisation de mots-clés pour augmenter leur visibilité et asseoir leur crédibilité dans leurs domaines respectifs.

## Segments thématiques
Les influenceurs peuvent promouvoir des produits et services dans différents segments thématiques. Les secteurs de la mode/beauté et du lifestyle dominent, suivis par le tourisme, la high-tech, le sport, l'alimentation et les animaux.

### Beauté
Le segment de la beauté comprend des tutoriels beauté, essais de maquillage, classements de produits, conseils beauté. Les blogueuses beauté sont suivies par des millions d'utilisateurs pour certaines. Certaines mettent en place des collaborations avec des grandes marques de cosmétiques et deviennent de véritables appuis pour les entreprises dans leurs communications. Des marques telles L'Oréal utilisent les services de nombre d'influenceurs, que ce soit pour des marchés de masse (plusieurs millions d'abonnés sont alors nécessaires à l'influenceur) ou pour des marchés pointus, de niche.
Les influenceurs beauté sont généralement plus actifs sur la plateforme Youtube. Plus ils ont de vues sur leurs vidéos, plus ils ont de chance de faire des partenariats avec des grandes marques. Par exemple, en France, EnjoyPhoenix est la première youtubeuse mode et beauté française. Elle devient une vraie célébrité avec ses vidéos et fait même plusieurs apparitions télévisées sur des plateaux de télévision[réf. nécessaire]. Étant donné l'engouement pour les youtubeurs beauté, un salon, réservé à ceux-ci, existe : pendant une journée, les youtubeurs se rejoignent au Parc floral de Paris pour rencontrer leurs abonnés. Chaque année, ce salon accueille plus de 10 000 personnes. Les petites entreprises venant d'arriver sur le marché trouvent aussi leur compte en faisant affaires avec des influenceurs. Celles-ci envoient des produits aux personnalités publiques, dans le but d'obtenir un retour positif de la marque sur les plateformes. Les résultats restent positifs et les compagnies réussissent à se faire connaitre rapidement de cette façon, et ainsi, augmenter leur clientèle[réf. à confirmer].

### Chirurgie
Le développement de la chirurgie esthétique chez les jeunes reste consécutif de l'ampleur que prend celle-ci sur les réseaux sociaux avec les images que ceux-ci diffusent, appelées la « dysmorphie Snapchat ». Cliniques et médecins, pourtant interdits de publicité en France par la loi et la déontologie, profitent de cet engouement pour communiquer par l'intermédiaire de ces médias ; certaines cliniques allant même jusqu'à utiliser les services de personnel voué à la mise à jour de ces moyens de communication. Les personnalités de la télé-réalité, dépassant souvent le million d'abonnés, sont les principales pourvoyeuses de publicité déguisée ayant trait à ce sujet. En dehors de la classique rémunération pour la publication, un praticien résume la situation par : « on opère gracieusement en échange de posts sur les réseaux ».

### Mode

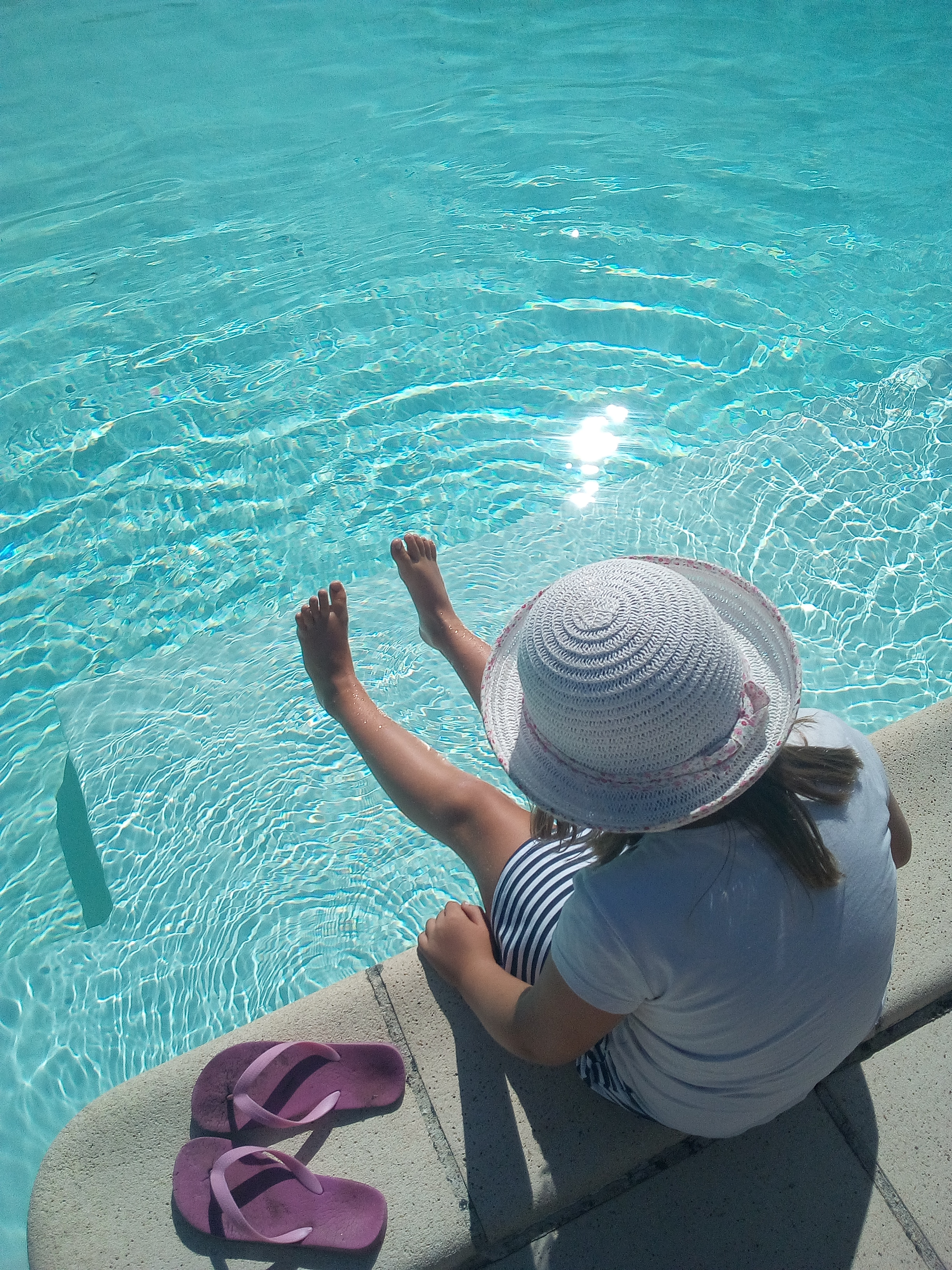
Mode beauté.

Les blogueuses mode présentent des tenues, des vêtements chinés, de nouvelles marques. Elles créent des communautés de « fashion-addict », et deviennent parfois des « égéries » d'une marque. Leur pouvoir d'influence est remarquable. Elles sont maintenant considérées par les plus grandes marques comme des expertes et sont invitées aux différents défilés des fashion weeks aux côtés des journalistes experts en mode, et ce, depuis que Dolce & Gabbana, précurseur, les ait invité au premier rang. Instagram reste tout particulièrement prisé par le domaine de la mode. Ce réseau développe de la formation et soutient certains jeunes créateurs ; de plus, apparaissent régulièrement « des profils qui ne sont pas forcément du milieu, mais qui réussissent à se faire une place dans celui très fermé de la mode ». Une étude qualitative menée auprès d'acheteurs de chaussures a permis d'identifier que les acheteurs reconnaissent avoir recours aux influenceurs digitaux sans toutefois percevoir leur influence effective sur leur décision d’achat.
Certaines influenceuses ont d'ores et déjà fait évoluer leur profession en créant leur propre marque de prêt à porter ou de maquillage,.
Le film documentaire Fast Fashion : Les dessous de la mode à bas prix (Arte, 2021) montre comment les influenceuses modes participent à la promotion de la fast fashion.

### Gastronomie
Le monde des influenceurs dit « food » est principalement divisé en deux activités distinctes : la nourriture et les restaurants. Si l'activité existe depuis de nombreuses années sur des blogs, les réseaux sociaux ont pris clairement le dessus : TikTok reste bien représenté sur ce domaine, mais c'est Instagram qui tient le haut du pavé. Un salon du blog culinaire a été mis en place.

#### Nourriture
Les blogueurs culinaires présentent des recettes, des plats, des tutoriels où ils cuisinent ; ceux-ci peuvent ne pas être attachés exclusivement aux recettes et glisser parfois sur le lifestyle (décoration, arts de la table, etc.). Leur communauté est avide de petites astuces pour devenir de meilleurs cuisiniers. Contrairement aux influenceurs « mode », le placement de produits, souvent industriels, reste encore rare. Le confinement a engendré un nombre accru d'abonnés sur les pages concernant les recettes. L'activité d'influenceur peut parfois ouvrir la porte des éditeurs pour la publication d'un livre de recettes.
En parallèle, une activité liée aux vins et spiritueux s'est développée. Même si le nombre d'abonnés reste souvent faible (au mieux quelques dizaines de milliers de followers), l'impact de ces influenceurs monte en importance, avec un « taux d'engagement » élevé,. En France en 2022, ces influenceurs seraient environ 200 et peu arrivent à vivre de cette seule activité peu rémunératrice, souvent bénévole.

#### Restaurants
Ils peuvent aussi être des prescripteurs de tendances, des relais d'opinion, en testant des restaurants. En effet, ils mettront en avant sur leurs blogues des endroits ou ils ont mangé et qu'ils ont particulièrement appréciés. Mais le modèle économique reste flou, peu rémunérateur, contrairement aux professionnels payés pour tester des restaurants qui finiront dans un guide. Étant donné l'engouement de ce type de communication, les restaurants en viennent à embaucher des responsables de communication numérique.

### Voyage

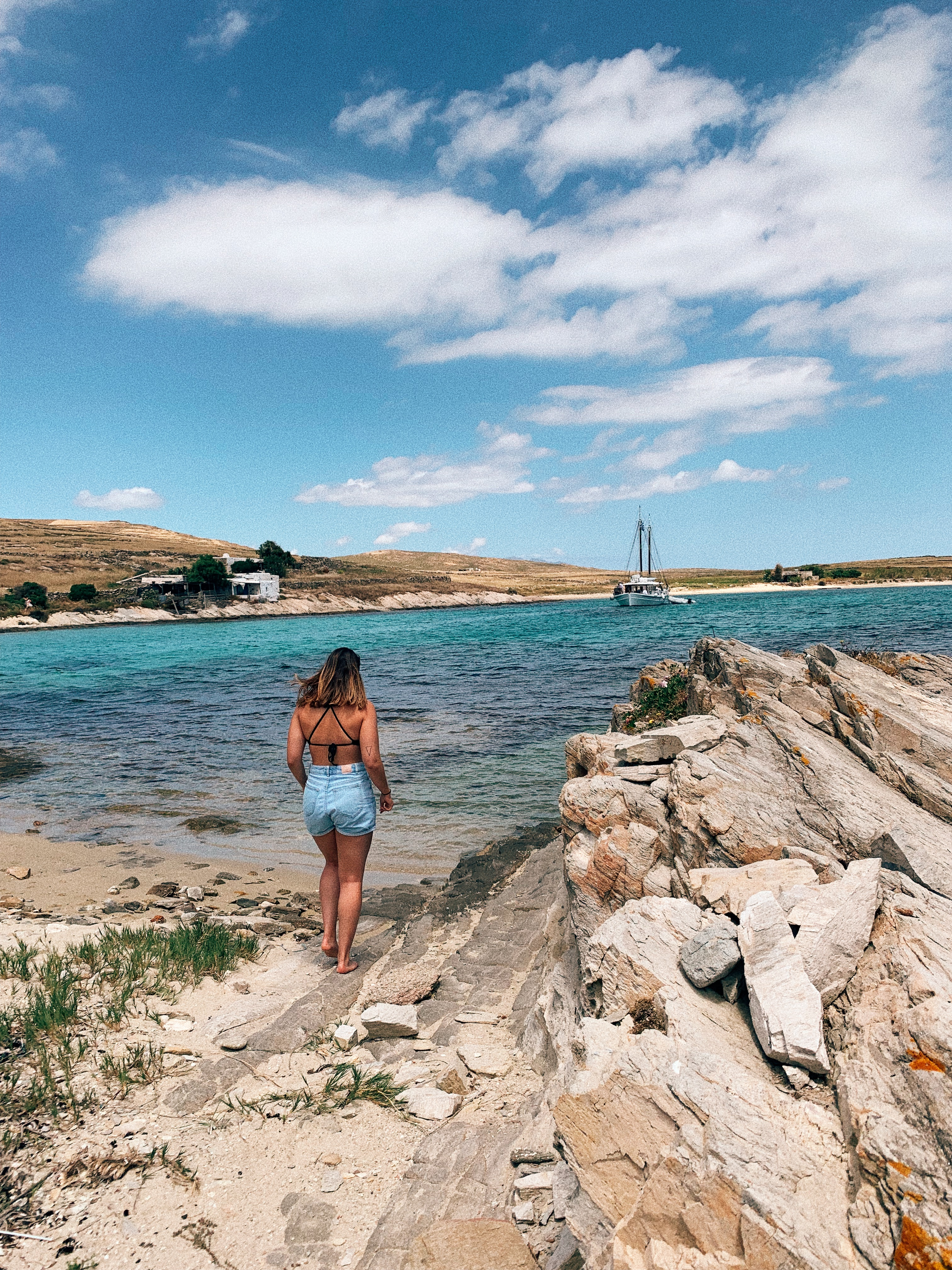
Voyage en Grèce.

Les blogueurs communiquent leurs voyages (parfois en van,).

### Culture
Le segment culturel concerne les nouvelles tendances de la culture. Les blogueurs culturels partagent avec leur communauté les nouveautés culturelles de certaines zones géographiques, ou l'avancement de certains projets culturels. Tout dépend de leur spécialisation, ce peut autant être la littérature que la musique, le cinéma, l'humour, etc.

### Actualité
Les blogueurs d'actualité ont comme objectif d'annoncer, de rebondir sur des actualités ou des nouveautés dans certains domaines. Ils doivent être très rapides pour toujours intéresser leurs publics.

### Sport
La pratique du sport est répandue sur les réseaux sociaux, notamment sur Instagram ; les influenceurs évoluant dans ce milieu divulguent souvent leur mode de vie (« lifestyle »). Leurs photos motivent certaines personnes ; les industriels spécialisés dans les vêtements sportifs, ou les compléments alimentaires par exemple pour le fitness, profitent de leurs visibilités pour sponsoriser certaines de leurs publications, y compris avec des micro-influenceurs naviguant dans une niche,, ; c'est également le cas dans le football ou le running. Ces influenceurs deviennent donc les vecteurs de l'image publicitaire, des « ambassadeurs », pour augmenter leur revenus ou pour bénéficier de produits gratuitement à la manière d'autres influenceurs. Le confinement de 2020 contribue à renforcer le rôle de ces vidéastes, hommes ou femmes, particulièrement pour le fitness, sport praticable chez soi.

### Maternité et parentalité
Les mères blogueuses (et dans une moindre mesure les pères blogueurs) ont pour thème général celui de la maternité, de l'éducation des enfants et de la famille. Les comptes Instagram influents sont reliés à l’histoire de la blogosphère maternelle qui naît au début des années 2005-2007. Ce sont des blogs ou comptes Instagram qui partagent des histoires de grossesse, les débuts d’une maternité ou encore les difficultés et les joies du quotidien de parents. Ils sont fédérés autour d’une communauté bienveillante dans un but de diffusion de conseils et de témoignages diverses. C’est un partage d’expérience commune au sein d’un entre-soi exclusivement maternel le plus souvent.
Selon le député Arthur Delaporte, « la représentation nationale est particulièrement inquiète de l’utilisation par certains influenceurs de leurs enfants », propos qu'il illustre par « une Rouennaise, Poupette Kenza, qui s’est fait connaître en mettant en scène sa vie de famille, notamment celle de ses enfants ».
C'est avec Instagram  que les comptes de "mamans influenceuses" (ou «instamoms»/«instamums») ont vu le jour, combinant partage d’expériences personnelles et collaborations commerciales. Ces créatrices de contenu, tout comme les blogueuses avant elles, offrent des conseils, témoignages et astuces du quotidien, mais leur champ d’influence s’est considérablement élargi. Désormais, elles collaborent non seulement avec des marques de mode enfantine ou de décoration, mais aussi avec des entreprises spécialisées dans la tech familiale, les produits bio ou encore les services éducatifs.
Avec l'émergence de nouvelles plateformes comme TikTok et YouTube Shorts, les «instamoms» ont diversifié leur présence en ligne. Elles produisent du contenu engageant sous forme de vidéos courtes, souvent humoristiques ou éducatives, pour toucher un public plus jeune et plus large. Leur influence dépasse désormais le cadre des partenariats classiques : elles participent à des campagnes de sensibilisation sur des sujets tels que la parentalité positive, l’écologie ou la santé mentale.
En 2025, leur pouvoir d’influence rivalise avec celui des grandes célébrités sur certains segments. Les marques misent sur elles pour promouvoir un éventail toujours plus large de produits : électroménager connecté, applications éducatives pour enfants, produits de soin naturels ou encore services d’abonnement personnalisés. Leur authenticité perçue et leur proximité avec leur audience en font des figures incontournables du marketing digital.
Certaines influenceuses créent leur marque, d’autres continuent leur activité sur les réseaux dans le cadre d’un statut d’auto-entrepreneuse (ou Mompreneur). Elles peuvent être souvent la cible de nombreuses critiques, notamment celle de toujours afficher une maternité heureuse et sans fausses notes, ou encore celle d’exposer leurs enfants sur les réseaux sans se soucier du droit à l’image. En avril 2019, la blogueuse allemande Toyah Diebel a dénoncé le fait, contracté dans le néologisme « sharenting » (share + parenting), de partager à outrance sa parentalité sur les réseaux sociaux. Son objectif étant de sensibiliser les parents au détournement possible des photos publiées. Enfin, certaines études rapprochent leur travail de création de contenus sur internet à celui du travail domestique et du travail des femmes en général, car elles prennent soin de leur communauté, de leur famille, de leur(s) enfant(s), de leur compte.

## Journalisme et influence
Depuis les années 2020, l’occupation de postes traditionnellement réservés aux journalistes par des influenceurs suscite des critiques croissantes, aussi bien de la part des professionnels que des internautes. Ce phénomène s’explique par le déclin des médias classiques auprès des jeunes. Selon le baromètre Kantar Public, 75 % des 18-25 ans s’informent avant tout sur Internet, et près de la moitié exclusivement via les réseaux sociaux.
Les influenceurs, omniprésents sur ces plateformes, jouent un rôle clé en relayant et en vulgarisant des informations. Cependant, leur manque de formation journalistique, leur dépendance financière à des marques, et leur propension à diffuser des informations erronées (notamment durant la pandémie) posent question quant à leur crédibilité et leur indépendance.
Les relations entre journalistes et influenceurs sont marquées par des tensions croissantes. Par exemple, en 2024, l’animation du tapis rouge des NRJ Music Awards par Paola Locatelli est vivement critiquée. Les journalistes dénoncent une préférence pour des influenceurs populaires au détriment de professionnels plus qualifiés. Ils estiment que cette tendance favorise la visibilité en ligne au détriment du savoir-faire journalistique, réduisant ainsi leurs opportunités.
Cette dynamique ne doit cependant pas exclure toute collaboration. Certains influenceurs intègrent des journalistes dans leurs projets, comme Léna Situations qui s’appuie sur des rédacteurs pour ses podcasts, ou Seb qui collabore avec des professionnels pour ses documentaires.
La présence des influenceurs dans des événements prestigieux comme les César ou le Festival de Cannes illustre une stratégie marketing visant à séduire la jeunesse, notamment les 15-24 ans, très actifs sur les réseaux sociaux.
En 2024, Léna Situations anime le tapis rouge des César, attirant un large public sur TikTok. Toutefois, ce choix suscite des critiques : certains y voient une perte de prestige pour l’institution culturelle et une incohérence entre son image et celle des influenceurs, jugés incompétents pour ce rôle.
Léna Situations marque également les esprits en accueillant le casting de Dune (Zendaya, Timothée Chalamet, Austin Butler) pour son podcast Canapé six places. Alors que ces acteurs accordent rarement plus de quelques minutes à la presse traditionnelle, ils offre une demi-heure d’entretien à l’influenceuse. Cette situation met en lumière la confusion croissante entre communication et journalisme. Comme l’explique la journaliste Paloma Clément-Picos, les influenceurs sont souvent rémunérés par les studios pour produire du contenu, ce qui limite leur indépendance, contrairement aux journalistes qui peuvent poser des questions critiques.

## Vecteur de communication de marque
Dans une société de plus en plus numérique, les blogueurs prennent une place considérable dans le relais d'information. La blogosphère amplifie la portée de la communication des entreprises et leur permet de gagner de l'influence. Ils reprennent le principe du bouche-à-oreille avec des technologies modernes.
Les blogueurs opèrent d'une certaine manière, leur statut et leur communauté permettent une réelle médiation par la suite, et favorisent les partages et les buzz sur les réseaux sociaux. Pour leur prestation d'influence, ils bénéficient de produits ou services gratuits, mais également de contrats commerciaux rémunérateurs. Au-delà de la simple publication rémunérée avec un placement de produit, les agences, comme les abonnés, recherchent de plus en plus une certaine création amenant une valeur ajoutée, quitte à sortir des sentiers battus en termes de choix d'influenceur.
Certains disent que les relations de presse sont révolutionnées avec cette émergence des blogueurs influents, on parle même d’une évolution de la profession de RP (relations presse) en e-RP devenu « agence » ou « cabinet conseil ». Bien sûr, ces derniers doivent être sélectionnés avec rigueur, mais ils peuvent permettre de grandes retombées par la suite. L'agence, dans sa sélection, contrôle en parallèle le nombre d'abonnés.

### Journalistique
Le blogueur influent pourrait même être considéré comme un journaliste, mais avec une approche différente. La frontière entre blogueur et journaliste peut parfois être floue. En avril 2011, les premières controverses autour de la profession de blogueur apparaissent avec l’affaire des blogueurs du HuffPost, anciennement Huffington Post. Des blogueurs amateurs du journal décident de faire grève après le rachat du journal pour la somme de 3,9 milliards d’euros. Dès lors, certains de ces blogueurs opèrent un recours collectif en justice contre la propriétaire Arianna Huffington. Cette affaire ne soulève pas tant la question du travail gratuit fourni par les blogueurs mais surtout la question de l’appropriation de ce travail par la plateforme.

## Transparence
Mais à la fin des années 2010, plusieurs journalistes ou personnalités du marketing remettent en cause ce modèle économique et la réelle/supposée influence face à un système, inexistant il y a encore quelques années, qui a grandi trop vite et de façon chaotique : tricherie, achats massifs d'abonnés, fausses promesses, cible mal définie, les influenceurs perdent de leur crédibilité ainsi que certaines marques, souvent anciennes, essayant désespérément de paraitre modernes. Les influenceurs sont également des clients des fermes à clics, souvent situées en Asie, qui leur fournissent un trafic fictif augmentant frauduleusement leur visibilité supposée sur le web. Maria Mercanti-Guérin, professeure associée a la Sorbonne Business School évalue pour l’année 2022 les pertes pour les entreprises qui rémunèrent des influenceurs frauduleux à 200 millions $.
Par ailleurs, la frontière reste parfois mince entre une publication réalisée naturellement et celle rémunérée. Faisant preuve d'amateurisme, certains influenceurs ne signalent pas systématiquement les opérations commerciales ; il en résulte un rejet des abonnés lorsque celle-ci se voit découverte. Au contraire, les influenceurs restant transparents, par un hashtag explicite par exemple, et agissant avec franchise dans leur domaine de prédilection, conservent leur crédibilité et donc leurs abonnés. L'Autorité de régulation professionnelle de la publicité (ARPP) s'est penchée sur le problème dès 2017 en édictant des règles de bonne conduite. « La collaboration commerciale doit être portée à la connaissance du public de manière explicite et instantanée » et les interdictions (alcool ou vitesse par exemple) s'appliquant à la publicité télévisuelle, plus mature, doivent être respectées sur internet. Peu à peu, les agences d'influenceurs adhèrent elles aussi à l'ARPP. Pourtant, cinq ans après l’apparition de ces premières règles, le domaine reste « parfois scabreux et insuffisamment contrôlé » comme l'explique Challenges : Drop shipping ou manque de transparence sont régulièrement de mise.

## Envers du décor
Cette activité devient un métier à temps partiel ou à temps complet pour de multiples influenceurs, ou apporte un revenu d'appoint à des étudiants, mais seule une minorité peut en vivre décemment. Tout comme les chauffeurs Uber et les livreurs Deliveroo, les influenceurs français adhèrent parfois au statut d’auto-entrepreneur. Du côté des influenceurs, certaines blogueuses mode ou lifestyle (mode de vie) notamment, commencent à briser la glace et parlent de la difficulté de leur métier entre moqueries et harcèlement sur les réseaux, elles livrent à leur communauté leur mal-être qui peut être considéré comme un burn-out. Cet épuisement professionnel peut être également dû au manque de considération pour ce métier, souvent qualifié de simple « passion ». C’est en ce sens que les métiers d’influence en ligne peuvent être analysés sous le prisme des études du travail numérique, qui viennent remettre en question le « courant participatif » qui entoure les débuts d’internet. Des études qui permettent d’entrevoir différemment les contributions sur internet, non plus considérées comme le partage d’une passion, mais comme un travail méritant une rémunération en soi,.

### Cyberharcèlement
Les influenceurs sont particulièrement exposés au harcèlement qui peut être lié soit aux idées qu'ils expriment, soit à des pulsions personnelles et souvent misogynes du harceleur,.
Quelques cas notoires de cyberharcèlement :
- Harcèlement lié aux opinions de l'influenceur ou à un événement particulier :
  - Lors du déclenchement de la guerre à Gaza depuis 2023, Maeva Ghennam ayant exprimé ses opinions dépose plainte pour harcèlement moral le 6 novembre 2023. Magali Berdah et Bella Hadid sont visées pour des faits semblables[115].
  - Manon Lanza fait l'objet de harcèlements massifs et violents à la suite d'un accident de course automobile le 9 septembre 2023[116].
  - Léna Mahfouf n'ose plus évoquer certains sujets sur les réseaux sociaux[117].
- Harcèlement personnel :
  - ToomuchLucile est cyberharcelée pendant plus de 2 ans par Florian Telle qu'elle n'a jamais rencontré[118].
  - Mava Chou se suicide le 22 décembre 2021, harcelée à la fois par son ex-mari et par des inconnus.

## Économie

### France
En France en 2019, des dizaines de milliers de personnes peuvent être considérées comme « influenceur » avec leur blog ou leur compte sur les réseaux sociaux,. Par ailleurs, des agences se sont créées pour faciliter la mise en contact des sociétés avec les influenceurs les plus à même de promouvoir les produits ou services à vendre. Ce marketing d'influence représente en France un chiffre d'affaires estimé à 150 millions d'euros en 2018.
La profession a bénéficié des différents confinements en 2020 et 2021. Le chiffre de 150 000 influenceurs est avancé pour 2022, dont 15 % à plein-temps. Mais, même si moins de 2 % déclarent au moins 50 000 euros de revenus annuels, la moyenne reste à une valeur dix fois inférieure.

## Formation
Depuis quelques années, des institutions d'enseignement développent des programmes de formation afin de professionnaliser le métier d'influenceur. Certains sont substantiels, comme c'est le cas de l'université irlandaise de la ville de Carlow, qui offre depuis 2024 un baccalauréat en création de contenu et médias sociaux.    